# Блу-Рівер (Вісконсин)
Блу-Рівер (англ. Blue River) — селище (англ. village) в США, в окрузі Грант штату Вісконсин. Населення — 457 осіб (2020).

## Географія
Блу-Рівер розташований за координатами 43°11′6″ пн. ш. 90°34′17″ зх. д. / 43.18500° пн. ш. 90.57139° зх. д. (43.185091, -90.571493).  За даними Бюро перепису населення США в 2010 році селище мало площу 2,07 км², уся площа — суходіл. В 2017 році площа становила 2,36 км², уся площа — суходіл.

## Демографія
Згідно з переписом 2010 року, у селищі мешкали 434 особи в 192 домогосподарствах у складі 113 родин. Густота населення становила 209 осіб/км².  Було 217 помешкань (105/км²).
Расовий склад населення:
| - 96,5 % — білих - 0,7 % — чорних або афроамериканців - 0,7 % — азіатів - 0,5 % — корінних американців |

До двох чи більше рас належало 0,9 %. Частка іспаномовних становила 1,8 % від усіх жителів.
За віковим діапазоном населення розподілялося таким чином: 23,7 % — особи молодші 18 років, 60,2 % — особи у віці 18—64 років, 16,1 % — особи у віці 65 років та старші. Медіана віку мешканця становила 42,1 року. На 100 осіб жіночої статі у селищі припадало 105,7 чоловіків;  на 100 жінок у віці від 18 років та старших — 97,0 чоловіків також старших 18 років.
Середній дохід на одне домашнє господарство  становив 47 256 доларів США (медіана — 37 250), а середній дохід на одну сім'ю — 63 206 доларів (медіана — 62 500). Медіана доходів становила 36 389 доларів для чоловіків та 30 179 доларів для жінок. За межею бідності перебувало 14,5 % осіб, у тому числі 18,9 % дітей у віці до 18 років та 4,5 % осіб у віці 65 років та старших.
Цивільне працевлаштоване населення становило 217 осіб. Основні галузі зайнятості: виробництво — 24,9 %, освіта, охорона здоров'я та соціальна допомога — 13,8 %, будівництво — 10,6 %, роздрібна торгівля — 10,1 %.